# Eucharissa natalica
Eucharissa natalica is een vliesvleugelig insect uit de familie Eucharitidae. De wetenschappelijke naam is voor het eerst geldig gepubliceerd in 1868 door Westwood.